# タケシ (アニメポケットモンスター)
タケシは、任天堂のゲームソフト『ポケットモンスター』シリーズを原作とするアニメ『ポケットモンスター』シリーズに登場する架空の人物。声優はうえだゆうじ。

## プロフィール
- 出身地：カントー地方・ニビシティ
- 職業：ニニビシティジムリーダー（無印5話まで）→ポケモンブリーダー（無印5話終盤以降）→ポケモンドクター志望→ポケモンドクター研修生
- 年齢：15歳
- 登場時期[注釈 2]：PM・AG・DP・BW2・SM・PM2・SS・OA・MV
- 経歴
  - P-1グランプリ・格闘ポケモンバトル（イシツブテで参加）：ギブアップ
  - ポケモンレース（イワークで参加）：途中リタイア
  - からくり屋敷大会：出場
  - ポプリ島・ポケモンオリエンテーリング大会：出場
  - ポケモンなりきり大会（グレッグルで参加）：優勝
  - グレッグル祭り：出場
  - ヨスガシティ・ポケモンタッグバトル大会：ベスト4

## 各国の日本国外名
- 英語：Brock
- フランス語：Pierre
- 韓国語：ウン(ハングル：웅)
- 中国語
  - 普通話：小剛(拼音: xiǎogāng; 注音: ㄒㄧㄠˇㄍㄤ)
  - 広東語(香港)：小剛(粤拼: siu2 gong1)

## 人物
PM5話から登場。細目が特徴の元ニビジムリーダーで、サトシとカスミのトレーナーとしての先輩であり親友でもある旅仲間。親が出て行ってしまったことで多くの弟・妹の面倒を見てきたため、家事がとても得意。一緒に旅をする仲間がタケシより年下であるため、キャラクターとしてはまとめ役を担うことがある。当初は世界一のポケモンブリーダーを目指して旅をしていたが、DP終盤にてポケモンドクターを志望するようになる。一人称は基本的に「俺」だが、年上の美女や目上の人物の前では「自分」になり口調も丁寧になる。
基本的に冷静且つ温厚な性格だが、年上の美人女性を相手にした場合など（後述）に情熱的な一面を見せることもある。また仲間たちの喧嘩を仲裁したり、旅先で出会う様々な人々を励ましたり、親身になって助言するなど、非常に面倒見が良く包容力がある。作中で描かれる機会は少ないものの、強い正義感の持ち主でもあり、これは普段よく出くわすムサシらも同等の態度を取っている。元々ジムリーダーとしての自覚を持っているため、センリがサトシに敗れ渡そうとしたバッジをマサトが奪い物置小屋に立て籠った時に「ジムリーダーはただ勝つためだけにバトルしてるわけじゃない」と諭したこともある。
その大人びた性格に加え、ポケモンについての豊富な知識を活かしてサトシらにアドバイスを送る描写も目立つ。また仲間達の炊事や洗濯なども基本的に彼がこなしている。明確に描写されることは少ないが世界一のトップブリーダーを目指していただけあり、それぞれのポケモンのタイプ・種類だけでなく味の好みにも合ったポケモンフーズの調合などはもちろん、看病の仕方や基礎的な治療法などもポケモンごとに熟知している。ベイビィポケモンやポケモンのタマゴにも深い関心を持ち、ポケモンなりきり大会の優勝商品がポケモンのタマゴ（後にピンプクが孵る）と知ると「育てたい」とかなり意欲を燃やしていた（DP33話）。これらも含め、そういった面でもサトシたちは大いに世話になっている。
その後ポケモンドクターを目指し、現在は研修中だが、ポケモンの具合を一発で見抜く洞察力や治療の施し方の腕には本職であるジョーイからもその腕に大変見込まれている。
サトシとはDP編までオレンジ諸島を除く全地方で行動を共にしており、AG編以降は付き合いの長さを感じさせる場面も多く、2人でハルカやマサトやヒカリに過去のことを話す場面が度々見られる。サトシとシンジの関係もレイジやシロナとはまた異なる視点から深く捉えており、シンオウリーグでサトシがシンジに初めて勝った際には「とうとう勝ったな、サトシ」と呟いている。
サトシやヒカリなどが公式な場以外でポケモンバトルをする際には、解説をしたり審判を務めることが多い。
年上の美人女性好きで、行く先々で出会う女性を口説いている。しかし、女運は全く皆無で女癖も非常に悪く、ナンパしていたまたは別れる所を無印とSMではカスミ・AGではマサトに耳や私服を引っ張られて止めたり、DPではグレッグルに「どくづき」を食らって止められたりする事が多い。さらにはナンパした女性に振られたり、平手打ちやパンチを食らう事もしばしばである。このようにナンパをして突っ込みを入れられることはあるものの、本気で相手を怒らせるようなことは無く、彼のよくできた人間性を表している。また、基本的にロケット団のムサシやヤマト、ハンターJなどの悪党に惚れることはなく、元マグマ団で怪盗であるバンナイなどの男性の変装の達人が美女に変装していても本能で見破ることができる。普段とは逆に惚れられることもあるが、振られることに慣れているためか、その場合戸惑うこともある。デントはその一面を見た際に「お姉さんソムリエ」と称した。
『タケシのパラダイス』という持ち歌を持っている。時間稼ぎの時に披露することもあるが、マサト曰く「あれしかネタがない」ほか、それしか歌わないため見飽きられることが多い。また、この持ち歌はPM編の第10期のエンディングテーマ曲としても使用されている。
アニメでのタケシはアーミーベストを着用しているのが特徴の一つであるが、このキャラクターデザインは原作ゲーム『赤・緑』のマイナーチェンジ版である『ピカチュウバージョン』、リメイク版である『ファイアレッド・リーフグリーン』に逆輸入される形で反映されている。SM編ではバトル中に本気を出す際には上着を脱いで赤・緑同様に上半身裸になり、その中にキーストーンのペンダントを隠している。
その後令和のポケットモンスターの第106話の「新番組！ロケット団ないしょ王国ラジオ！！」で、そのコーナーのひとつで、「強くて硬い意思の男さん」のラジオネームで再登場したが、それを確証できる証拠がなく不明である。

### 家族構成
タケシはアニメシリーズにおいて、核家族の単位での家族構成がはっきりしている数少ないキャラクターである。また、弟妹は全員タケシと顔が似ており、父親譲りである。
- 父：ムノー（声 - 土師孝也）
- 母：ミズホ（声 - 兵藤まこ）
- 長男：タケシ
- 次男：ジロウ（声 - ?→朴璐美〈SS1話 - 〉）
- 三男：サブロウ（声 - ?→津村まこと〈SS1話〉→半場友恵〈AG177話〉→津村まこと〈DP193話〉）
- 長女：ヨモコ（声 - ?→藁谷麻美〈SS1話〉→井浦愛〈AG177話〉→寺谷美香〈DP193話〉）
- 四男：ゴロウ（声 - くまいもとこ〈PM5話〉→おやまだひろこ〈SS1話〉→森愛子〈AG177話〉→伊東みやこ〈DP193話〉）
- 次女：ムツコ（声 - 林原めぐみ〈PM5話〉→寺田はるひ〈SS1話〉→林原めぐみ〈AG177話〉→古城望〈DP193話〉）
- 三女：ナナコ（声 - 大谷育江〈PM5話〉→高田奈央美〈SS1話〉→大谷育江〈AG177話〉→溝邉祐子〈DP193話〉）
- 五男：ヤオキ （声 - 犬山犬子〈PM5話〉→松来未祐〈SS1話〉→犬山イヌコ〈AG177話〉→牧口真幸〈DP193話〉）
- 六男：クロウ（声 - ?→根本圭子〈SS1話〉→吉川友佳子〈AG177話〉→佐藤なる美〈DP193話〉）
- 四女：トオコ（声 - ?→近藤光世〈SS1話〉→佐々木日菜子〈AG177話、DP193話〉）

首藤剛志による小説版では、母親がジムの運営のために9度も離婚と再婚を繰り返した結果、今ではタケシを含めて21人兄弟（タケシ曰く双子が8組おり、次男がジロウ、長女はタケコという名前である）という大家族、という設定になっている。

## 略歴
元々はニビシティジムのジムリーダーを務めていた。サトシとジム戦をし、失踪していた父親・ムノーが家に戻った後は、それまで1人で世話をしてきた兄弟とジムの運営を父に任せ、世界一のポケモンブリーダーになる決心をしてサトシとカスミの旅に同行することになる。
旅の途中、ポケモンブリーダーの聖地シザーストリートで先輩ポケモンブリーダーのユキに見込まれ、彼女のロコンを託される。その後、オレンジ諸島のウチキド研究所に立ち寄った際、サトシ達と別れウチキド研究所に留まるが、いつの間にかマサラタウンのサトシの実家へ移りオレンジ諸島から帰還したサトシ達を出迎えた。サトシがジョウトリーグ挑戦のためジョウト地方に向かう際は、再びサトシとカスミの旅に同行。旅の途中ブロウタウンでユキと再会しロコンをユキに返す。ジョウト地方の旅が終わった後は、サトシと別れ実家の都合のためニビシティに戻る。別れ際にサトシに自分が作った弁当とフォークとスプーンを渡し、それがサトシを救った。
実家のジムが改装されていた騒動を解決した後、サトシがホウエン地方に行ったことを知り、ブリーダー修行を続けるためにフォレトスのみを連れて旅立つ。ホウエン地方にてオダマキ博士からサトシのことを聞き、ハルカとマサトに出会い、サトシ達に同行する（AG4話）。ホウエン地方では母親の影響か、ヌマクロー（ミズゴロウが進化）やルンパッパ（ハスボーが進化）といった水タイプのポケモンをゲットしている。ホウエン地方での旅が終わった後はサトシ達と別れ実家に帰るが、また旅をすることに決め、サトシ達に途中から同行。一度ポケモンコンテストにも参加する。
サトシがバトルフロンティアを制覇した後は、やはり実家に戻る。そしてポケモンブリーダーとして更なる高みを目指すため、ウソハチ以外のポケモンをニビジムに再び預けて旅立つ。ニビシティでヒッチハイクをして、トラック運転手のトラミのトラックでシンオウ地方に来ていた時、偶然サトシと出会う。直後、トラミが彼氏持ちであることが発覚し、振られた悔しさをバネに再びサトシと行動を共にする。ヒカリと出会い、3人でシンオウ地方を旅することになる（DP2話）。エイチ湖では、伝説のポケモンユクシーの半透明な姿を見る。
ホウエン地方やシンオウ地方で何度も傷ついたポケモンを救っており、更にシンオウリーグ終了後の船旅の最中、毒に冒されたポケモン達をジョーイに代わって治療したことから、ポケモンドクターとしての仕事にやりがいを感じ、ポケモンドクターになることを決意する。シンオウ地方の旅を終えた後はサトシ達と別れてニビシティへ戻り、ポケモンドクターの道を目指すための勉強をしている。
BW2では、サトシとヒカリの回想シーンで登場している（BW2 3,4話）。ヒカリは、料理が上手く性格が豹変するという点ではデントがタケシと似ていると評した。BW2Nにおいてもサトシの回想シーンで登場している。デコロラアドベンチャーのエンディングではデントやハルカと手を繋いでいた他、最終回ではサトシのイメージ時シーンに登場した。最終回後の番外編1話で再登場し、現在はジョウト地方のポケモンドクター養成学校に通っている。ジョウト地方のとある街でデントと出会い、共にギャラドスの暴走を止めるが、互いに名前を聞くこと無く別れた。なお、ポケモンセンターでヤナップの治療を行った際は、白衣を着用していた。
SM編ではオーキドからの依頼でポケモンスクールの旅行でカントーの案内役としてカスミと共に再登場。女性に惚れる部分並びに女運が皆無なのは相変わらずで、カスミに止められる事も健在。なお、この時は無印（カントー地方およびジョウト地方）での衣装で登場する。ハナダジムでリーリエ・カキ・マーマネとバトルをし、カントーの空港で彼らを見送りにレプリカのグレーバッジをカキとマーマネに渡し、今度アローラ地方に来る約束をし、サトシ達と別れた。102話では約束通りアローラに来た。アローラ地方のポケモンセンターで見学のために来たが、ジョーイに惚れるのは相変わらず。103話ではカキの牧場見学を口実にライチに会いに行き、彼女とバトルした。
PM2の18話ではカスミや他のジムリーダーと共にシルエットのみ登場。同74、75話では回想シーンで登場した。106話にてロケット団のラジオ番組にお便りを送っていたことが判明した。また、Amazon Prime Video限定の『神と呼ばれし アルセウス』では偶然にもポケモンセンターで働いており、サトシやヒカリと再会した。ゴウとは初対面で、敬語でさん付けで呼ばれていた。相変わらず、年上の女性に声をかけてはグレッグルから「どくづき」をされている。132話ではポケモンワールドチャンピオンシップ・マスターズトーナメント決勝戦のサトシとダンデの試合をデント・パンジーと共にテレビで観戦していた。
MPMの3話では再び旅に出るようになり、サトシとカスミを再会するまでキャシーが働く飲食店で働いていた。しかし、料理修行の旅に出ていたキャシーの恋人が帰ってくるのと同時に婚約の機会にショックを受けてしまい、再会したデントの提案で町はずれの花畑を連れて行き、マイナスオーラを感知したブリムオンに攫われてしまう。サトシが抱えたミブリムが傷ついたのを見て正気を取り戻し、サトシの説得でブリムオンから解放された。ブリムオンの件で自身の無力を感じるようになってから、サトシとカスミの旅を共にする。ここでも女性に惚れる部分並びに女運が皆無なのは相変わらずで、カスミやグレッグルに止められる事も健在。

## タケシのポケモン
ジムリーダー時代はジムの方針・伝統もあってか岩タイプのポケモンをメインとしていたが、旅に出てからはポケモンブリーダーとして高みを目指すため、それ以外のタイプのポケモンもゲットしている（特にAG編ではゲットした3体中2体が水タイプ）。ロコンなどのように、ポケモンスタジアムなどの外伝作品に反映されたものもある（これはカスミも同様）。欲しいポケモンはゴローニャらしい（ただし実家には父ムノーのゴローニャがいる）。レギュラー時代はAG編以降は実家に帰る度、手持ちは1匹だけを残して他は全部実家に預けて旅に再び出ていた。
DP終了時の手持ちはウソッキー、グレッグル、ラッキーの3体で、過去に使用していた手持ちのポケモンは実家に預けられていたが、SM編ではハガネール、イシツブテ、クロバットを再び手持ちに加え、アローラ地方を訪れた際はウソッキーと新たにキュワワーを加えた。

### 無印編から登場したポケモン

#### ハガネール
イワーク→ハガネール
- 声 - 石塚運昇
- 登場時期：PM・BF・DP・SM・SS・OA・MV
- 性別：♂
- 特性：すなのちから（メガシンカ時）
- 持ち物：ハガネールナイト（SM編）

5話から登場。タケシが初登場時から持っていた。タケシがトレーナーになれる年齢、10歳の誕生日に父親のムノーがプレゼントし、タケシの最初のポケモンとなった。ジム戦ではサトシのピカチュウの電気技を一切受け付けず、「しめつける」で一方的に倒す。再戦でも「しめつける」でダウンさせるも、ピカチュウが悪足掻き同然に四方八方へ放った電撃の火花によりスプリンクラーが作動し、撒布された水に濡れてたことにより電気技が感電し敗れた。
劇中ではその長く大きな体を生かし、他のキャラクターを助ける場面が多い。逆さまに沈没したサントアンヌ号では自らが階段となり、OVA『ピカチュウのふゆやすみ』では、自らがそりになり、イシツブテ、ロコン、コダックと共に滑った。また、バトルでも活躍し、ロケット団を圧倒させるほどの強さを見せた。
ジョウトの旅が終わった後は、弟のジロウに預けられている。バトルフロンティア編でサトシ達がニビジムに訪れた時はハガネールに進化していた。この際は久々にタケシのポケモンとしてバトルに参加し、サトシのドンファンとタッグを組んで、ロケット団のリザードンとボスゴドラを相手に奮闘・勝利した。
DP特別編ではジロウが挑戦者相手に使用する形で久々の再登場を果たす。その挑戦者はジムを視察しに来た元ジョーイのポケモン監察官であり、ムノーの失態で登録上はまだタケシがジムリーダーだったため、バトルは取り止めになる。
DAのEDの映像ではイワークの姿でタケシのポケモンとして登場した。SM編以降は再び手持ちに加えており、さらにメガシンカが可能となり、カキのバクガメスとバトルし、相性の悪さをパワーで受け流し、Zワザである「ダイナミックフルフレイム」すら耐え切って勝利する。
「めざせポケモンマスター」の第10話ではポケモンハンターのメカで石化してしまった。
現在の使用技は「しめつける」、「あなをほる」、「ジャイロボール」（SM編）、「ストーンエッジ」（SM編）、「うちおとす」（めざせポケモンマスター）。進化前は「たいあたり」、「いわおとし」、「すなあらし」、「りゅうのいぶき」、「アイアンテール」も使用。

#### イシツブテ
イシツブテ
- 声 - 三木眞一郎
- 登場時期：PM・BF・SM・SS・OA・MV

5話から登場。イワーク同様タケシが初登場時から持っていた。「ラッシャイ!」と言う板前風の鳴き声を発する。サトシとのジム戦ではピジョンを倒すが、ピカチュウに敗れる。その後はバトルでたびたび活躍し、サントアンヌ号では、他のトレーナーのイシツブテ達と手をつないで輪を作り、その状態で回転しながらの「たいあたり」でロケット団を撃退した。タケシがホウエンに旅立つ際、弟のジロウに預けられる。SM編ではアローラのすがたのイシツブテと比較する時と、リーリエとマーマネとのバトルで登場。バトルではアローラのすがたとのタイプの違いでトゲデマルのでんき技を無効化し、シロン（アローラの姿のロコン）の「こなゆき」に対し、「ジャイロボール」をカウンターシールドに似た戦法で受け流している。
使用技は「たいあたり」、「すなあらし」、「メガトンパンチ」、「ちきゅうなげ」、「まるくなる」、「あなをほる」、「ころがる」、「ジャイロボール」（SM編）。

#### クロバット
ズバット→ゴルバット→クロバット
- 声 - 三木眞一郎
- 登場時期：PM・BF・SM・SS・OA・MV

6話から登場。お月見山入口で、ズバットの群れのうちの一匹がゲットされた。タケシの手持ちでは初のどくタイプ、及びひこうタイプ。167話でゴルバットに進化し、198話でクロバットに進化。サトシのピジョンやヨルノズクと同様、偵察が主な出番。天然温泉に入った時にはとても幸せそうな表情を見せていた。タケシがホウエンに旅立つ時、イシツブテやイワークと同じく、ジロウに預けられた。SM編では再びタケシの手持ちとして登場。
使用技は「ちょうおんぱ」、「つばさでうつ」、「あやしいひかり」、「ふきとばし」。

#### ロコン
ロコン
- 声 - 愛河里花子
- 親：ユキ
- 特性：もらいび
- 登場時期：PM・MV

28話『ロコン! ブリーダーたいけつ!!』で、シザーストリート（通称「ブリーダー通り」）という街でユキというブリーダーの手持ちポケモンとして登場。街で悪行をしていたロケット団を倒した後に、「自分より大事にしてくれるから」という理由でロコンを預かる（ユキ曰く「初めて自分以外に懐いた人」らしい）。
長くタケシの手持ちとして活躍し、タケシからはボールから出てよく毛づくろいしていたりと大切に育てられていた。170話「さよならロコン! ポケモンビューティーコンテスト!!」でブリーダーコンテストの会場でユキに返される。
タケシの主戦力であり、度々バトルで活躍していた。特に「ほのおのうず」は強力であり、一対一のトレーニングではサトシのピカチュウに匹敵する程であった。
『ミュウツーの逆襲』ではボールから出されていたが、タケシが油断している隙にミュウツーに捕まってしまう。サトシに救出された後、自分のコピーと対戦したり、石化したサトシに涙するなどそれなりに見せ場があった。
使用技は「ほのおのうず」、「かえんほうしゃ」、「でんこうせっか」、「こうそくいどう」。

#### ケンタロス
ケンタロス
- 登場時期：PM

35話に登場。ゲストポケモン。サトシとともにサファリゾーンでゲットしたが、その後どうなったのかも使用する技についても不明。

#### フォレトス
クヌギダマ→フォレトス
- 声 - 石塚運昇
- 登場時期：JT・AG・MPM・SS

145話から登場。ロケット団に対して「じばく」しようとしたところを救うため、ガンテツに作ってもらったスピードボールでゲットされる。その後最初にボールから出した時に「じばく」する。愛情表現も「じばく」であり、とにかく「じばく」するシーンが多い。そのため「じばく」する寸前にスピードボールに戻すこともしばしば。また、「じばく」はバトル時はもちろん、固い扉を爆破する際などにも使用することもある。カスミが嫌がらない数少ない虫ポケモン。261話で進化する。フォレトスに進化後は、「じばく」ではなく更に強力な「だいばくはつ」を使用。タケシの手持ちポケモンでは初のむしタイプ、およびはがねタイプ。
タケシがホウエン地方に旅立つ際、他のポケモン達は弟に託されるが、「まだ分からないことが多く、まだまだ育てがいがある」という理由から唯一手持ちに入れられる。スバメの群れに襲われていたサトシたちを、ボールから出すと同時に「だいばくはつ」を使って助けた。「こうそくスピン」する時はキャノン砲の様な物を体内に格納し、殻を少しずらし、歯車の歯を合わせる様に殻の凸凹を噛み合わせて回転する。「こうそくスピン」は地面に穴を空けたり煙を払い除けるなど、攻撃以外の目的で使われることもある。また、「まきびし」は敵陣の足元にばら撒かず直接撃ち込む攻撃技として使用。金銀編からバトルフロンティア編まで、長期にわたりタケシの手持ちとして冒険をともにするが、タケシがシンオウ地方へ旅立つ際に弟達に預けられる。
MPMの第4話では久々に手持ちに入れられており、ツンベアーの息で出来た氷の柱を「こうそくスピン」で壊す活躍を見せた。
現在の使用技は「だいばくはつ」、「こうそくスピン」、「たいあたり」、「まきびし」。進化前は「じばく」も使用。

### アドバンスジェネレーションから登場したポケモン

#### ルンパッパ
ハスボー→ハスブレロ→ルンパッパ
- 声 - 伊東みやこ→立木文彦（ルンパッパに進化後）
- 性別：♂
- 登場時期：AG

AG12話から登場。手持ちでは初のみずタイプおよびくさタイプ。AG63話でハスブレロに、AG105話でルンパッパに進化する。ハスボーやハスブレロの時はぼんやりしていることが多い暢気な性格だったが、バトルの実力が低いわけではない。ルンパッパに進化してからは性格が一変し、かなり陽気な性格になる。タケシがホウエン地方の旅を終えて実家に戻った際、その陽気な性格が家族に気に入られたため実家に預けられる。
「めざせポケモンマスター」の第9話で久々に手持ちに入れられており、モロバレルの「キノコのほうし」を「みずでっぽう」で打消し、その後「フラフラダンス」でメガヤンマ・モロバレルを足止めした。
使用技は「タネマシンガン」、「みずでっぽう」、「はっぱカッター」、「フラフラダンス」（新無印）。

#### ヌマクロー
ミズゴロウ→ヌマクロー
- 声 - 林原めぐみ（吉原ナツキ（ホウエン編の一次代役））→三木眞一郎
- 性別：♂
- 登場時期：AG・MPM・MV

AG25話から登場。元は新人トレーナーに渡すためのミズゴロウを育てている沼にやって来た野生のミズゴロウで、タケシに助けられたことがきっかけでゲットされる。AG148話でヌマクローに進化する。
以降は主にロケット団とのバトルや、何かを探すときにレーダーになる鰭を活かした捜査などで活躍。穏やかな性格でポケモンたちのケンカにはピカチュウと共に真っ先に止めに入ったりと面倒見がいい性格。一度コンテストに出場し、ハルカのイーブイを苦戦させるも敗れた。
進化した途端モココに惚れ、「トレーナーに似てきた」とハルカに突っ込まれたが、そういった面が表れたのは進化した話のみである。タケシがシンオウ地方に向かう時に実家に預けられる。
MPMの第7話にて久々に手持ちに入れられており、岩にはまって抜けなくなったホエルコを助けるためにカスミに協力する。その後、喜ぶあまりに進化して抜けなくなったホエルオーを助けるためにピカチュウと共にロケット団を説得する。
使用技は「みずでっぽう」、「たいあたり」、「マッドショット」、「まもる」。

#### ウソッキー
ウソハチ→ウソッキー
- 声 - 阪口大助→うえだゆうじ（SM以降）
- 性別：♂
- 特性：いしあたま
- 登場時期：BF・DP・OA・MV・SM

AG156話から登場。ゲットしてからしばらくはポケモンフーズを食べられないためミルクを与えていたが、後にポケモンフーズを食べられるようになる。タケシにとても懐いているためか、タケシが若い女性を口説こうとするとヤキモチから体当たりなどをすることがある。一度だけコンテストに出場し、一次審査でなかなかの演技を見せた。タケシがシンオウ地方へ向かう際、ウソハチのみを連れて旅に出た。
DP14話でウソッキーに進化する。進化後はタケシに敬礼することが通例となり、タケシ以外の人物に敬礼することもある。DP125話で「うそなき」を使った時以外は一切泣かなくなり、勇敢でしっかりとした性格で、苦手としていた水も克服した。
SMではDP以来の登場を果たし、103話ではライチのルガルガンと互角のバトルをした。また、声優が阪口からタケシ役のうえだになった。
『ピカチュウ 氷の大冒険』のナレーションの通訳では、「自分は〜」「〜であります」などといったですます口調で話している。
使用技は「うそなき」、「すてみタックル」、「じたばた」、「ものまね」、「アームハンマー」、「けたぐり」（SM編）、「だましうち」（SM編）。

### ダイヤモンド&パールから登場したポケモン

#### グレッグル
グレッグル
- 声 - 小西克幸
- 性別：♂
- 特性 : きけんよち
- 登場時期：DP・DA・MPM・OA・MV

DP8話から登場。タケシがシンオウ地方で初めてゲットしたポケモン。シンオウ地方のとあるコンビニにいたところをロケット団のニャースと遭遇。ニャースは不快感を覚えて無視するも、グレッグルは面白いことを求めていたためにニャースに付いてゆく。そしてロケット団がポケモンを巻き上げるために経営した偽のジムで使用されることになった。その後ロケット団に置いて行かれてしまうが、タケシと見つめ合ううちに何かが芽生え、自ら彼にゲットされた。鳴き声は独特。
DPでのタケシのメインパートナー的存在であり、DPでのタケシのポケモンの中では1番出番が多い。サトシのピカチュウやヒカリのポッチャマと度々共闘したり、アイキャッチでタケシと一緒に並んでいたりしている。
ことあるごとに「チッ」と舌打ちをしたり不気味な笑い方をしたりと極めてマイペースかつ変わった性格。普段は無愛想だが、ごく稀に笑顔を見せることもある。初登場時にニャースの通訳では「何か面白いことはないのか」「かったるい」ということばかり言っていた。グレッグル本人に悪気は無いと思われるが、その愛想の無い表情は、見た者に不快感を抱かせる微妙な空気を放っている。タケシもゲット前にグレッグルの表情に驚いたが、ゲット後は皆、普通に仲間として接している。しかし普段はサトシのジュカインのように一匹でいることが多く、他のポケモン達と積極的に絡み合うことは少ない。ただし、OVA『ピカチュウ 氷の大冒険』では、怖がるポッチャマを見て、他のポケモンたちと共に汗を垂らす場面がある。
甘い物は苦手である模様。また、DP第33話にて行なわれた「ポケモンなりきり大会」にて、ニョロトノの仮装をして優勝するという活躍を見せる（これにはタケシも驚いていた）。普段はクールに振る舞っているが、サトシのブイゼルの態度やサターンのドクロッグに対しては珍しく喧嘩腰になっていた。このドクロッグとはサターンと会うたび何度もいがみ合い倒せずにいたが、サトシたちがギンガ団の陰謀を阻止するためにやりのはしら内での攻防の際、「かわらわり」の一撃でようやく倒すことに成功する。
女性をナンパするタケシに対し、女性に真っ向から振られた時を除き、「どくづき」による突っ込みを行うという、カスミ、マサトに続く三代目の制裁役となった。「どくづき」をした際にはタケシは「しびれびれ」という断末魔を残して倒れ、グレッグルが笑いながらどこかへ引きずっていくのが通例となっている。モンスターボールに入っていても、音を立てずにいつのまにか勝手に出現し「どくづき」を放つ。シロナの微笑みを見て突っ込みの手を止めたことや、突っ込みのタイミングを誤り突っ込み損ねることもある。
しかし、タケシのことは好いている様子で、「どくづき」を行うのも、単にそれを楽しんでいるだけであるような節がある。DP21話「最強のコイキングと最も美しいヒンバス!」では、ハツネ（声 - 小林ゆう）・オトネ（声 - 小島幸子）に対して、タケシが「コイキングとヒンバスは自分が助けます」と言った際に、うっかり「どくづき」をしてしまい、ヒカリからは「今のところはどくづきはしなくてもいいのに」と言われショックを受けたものの、結局はタケシを引っ張り出している。突っ込みしそこねたわけでもないのに「どくづき」をしない場合、タケシは「何故(どくづきを)してこないんだ」と思う場合もある。ゲットしたばかりのころからタケシにかなり懐いており、ポケッチのアプリのなつき判定ではゲットしたばかりとは思えないほどの結果が表示された。タケシヘ「どくづき」をするためボールから勝手に出ることが多いが、タケシを助けるために出ることもある。特性は説明されていないが危険を予知することが度々あり、転がってくるゴローンの群れを感じたり、野生の（後にヒカリのポケモンとなる）ミミロルが「れいとうビーム」でサトシ達をまとめて凍らせてしまった際に「どくづき」一撃で氷を割る、底なし沼を判別するなど、サトシ達の危機を救うこともある。また、ジムに侵入してきたロケット団を無言の圧力で追い払うなど侮れない所もあり、勘も鋭く働く。
DA編終了後のBW番外編1話にも登場し、相変わらずジョーイやジュンサーをナンパしたタケシに「どくづき」を放って止めており、その様子を見たデントからは「スパイスの効いたユニークなコンビのようですね」と評された。
バトルの実力も高く、戦闘では普段見せない俊敏な動きを披露することが多い。映画『ディアルガVSパルキアVSダークライ』では、ディアルガの「りゅうせいぐん」を片手で受け止め、タケシを驚かせている。
SM編では若い女性に声をかけるタケシを制止させる役目は再びカスミに戻ったため登場しておらず、アローラを訪れた時も登場していなかったことから、手持ちに入れていない模様。
「神と呼ばれし アルセウス」ではタケシの助手を務めていた。ギンガ団のドクロッグにライバル心を抱く点やタケシに「どくづき」するのは相変わらず。
「めざせポケモンマスター」でも相変わらずナンパするタケシに「どくづき」しており、カスミと共に引っ張り出している。
使用技は「どくづき」、「かわらわり」、「どくばり」。

#### ハピナス
ピンプク→ラッキー→ハピナス
- 声 - 伊東みやこ（ピンプク・ラッキー）→不明（ハピナス）
- 性別：♀
- 登場時期：DP・OA・MV

DP38話から登場。タケシがDP33話にて行われたポケモンなりきり大会の優勝賞品としてもらったタマゴから生まれた。生まれてすぐに親であるタケシに懐き、タケシから受け取ったタマゴ型の石を2人の宝物にしている。
バトル等以外の局面ではグレッグルに代わり、タケシのパートナーとして活躍することもある（DP62話、DP91話、DP135話など）。
小柄な体格とは裏腹にとてつもない怪力の持ち主で、ムサシのハブネークを振り回して投げ飛ばしたり、タケシを軽々持ち上げ放り投げたり、サトシのハヤシガメを片手で軽々持ち上げたり、ピカチュウとポッチャマが2匹がかりで1個持てる石をピンプク1匹で5個同時に持つほどであり、「はたく」の一撃でロケット団の気球を吹っ飛ばすなど、これら以外にもその怪力を生かす場面が度々ある。まだ幼いためか基本的に甘えん坊で、よくタケシに抱えられる。
DP142話では、サトシのピカチュウ達やロケット団のニャースを「メロメロ」で洗脳した極悪非道のトゲピーと激しい攻防を繰り広げた末、彼女からライバルとして認められた。
DP190話で毒で弱ったピチューにタケシの作ったジュースを与えようとした際、ラッキーに進化。新しく覚えた「タマゴうみ」でピチューを救った。
「神とよばれし アルセウス」ではハピナスに進化して再登場し、タケシのアシスタントとして活躍している。なお、ハピナスに進化してからも持ち前の怪力は相変わらずで、ギンガ団のポケモンを一掃している。
現在の使用技は「マジカルシャイン」、「メガトンパンチ」。進化前は「ひみつのちから」、「はたく」、「タマゴうみ」も使用。

### サン&ムーン編から登場したポケモン

#### キュワワー
キュワワー
- 親：ジョーイ【アローラ地方】
- 登場時期：SM
- SM103話で登場。102話において、ポケモンセンターでアローラ地方のジョーイを手伝ったお礼に彼女から譲り受けた。タケシの手持ちポケモンでは、初のフェアリータイプでもある。103話で、カキの牧場に現れた野生ガルーラの子供の怪我を応急処置する形で活躍。使用技は現時点では不明。